# Cameron McGeehan
Cameron McGeehan (Kingston upon Thames, 6 april 1995) is een Noord-Iers voetballer die sinds 2020 uitkomt voor KV Oostende. McGeehan is een middenvelder.

## Clubcarrière

### Jeugd
McGeehan genoot zijn jeugdopleiding bij Fulham FC, Chelsea FC en Norwich City. In 2013 won hij als aanvoerder de FA Youth Cup met Norwich, nadat hij in de finale zowel in de heen- als in de terugwedstrijd scoorde tegen zijn ex-club Chelsea.

### Uitgeleend door Norwich
In januari 2014 stuurde Norwich City de achttienjarige McGeehan op huurbasis naar Luton Town FC, dat toen in de National League speelde. McGeehan groeide er meteen uit tot een vaste waarde en hielp de club aan de promotie naar de League Two.
In januari 2015 stelde Norwich City hem voor een maand ter beschikking van vierdeklasser Cambridge United. In zijn debuutwedstrijd, een competitiewedstrijd tegen Newport County FC, was McGeehan meteen bepalend: de Noord-Ier scoorde tweemaal in de 4-0-thuiszege van Cambridge. Tien dagen later scoorde hij ook het enige doelpunt van The U's in het 1-1-gelijkspel tegen Dagenham & Redbridge FC. In zijn derde competitiewedstrijd, tegen zijn ex-club Luton Town (3-2-verlies), leverde hij dan weer de assist af voor de 3-1-aansluitingstreffer van Johnny Hunt. In zijn vierde competitiewedstrijd, tegen Wycombe Wanderers (0-1-verlies), slikte hij in de 55e minuut een rode kaart, waardoor hij voor de rest van zijn uitleenbeurt geschorst was.
Op 23 januari 2015 speelde McGeehan een hele wedstrijd mee toen Cambridge United in de FA Cup een replay afdwong tegen Manchester United. Elf dagen later stond McGeehan opnieuw een hele wedstrijd tussen de lijnen toen Cambridge in Old Trafford met 3-0 verloor.
Kort na afloop van zijn vorige uitleenbeurt ondertekende McGeehan een nieuw huurcontract, ditmaal opnieuw bij Luton Town. Onder trainer John Still groeide hij er snel weer uit tot een vaste waarde. McGeehan eindigde dat seizoen achtste in de League Two met Luton Town, ruim boven Cambridge United dat pas als negentiende eindigde.

### Luton Town
In juni 2015 maakte McGeehan op definitieve basis de overstap naar Luton Town. Zowel onder John Still als onder diens opvolger Nathan Jones was hij een vaste waarde bij Luton Town, dat dat seizoen elfde eindigde. Met veertien doelpunten in alle competities (twaalf in de competitie, één in League Cup en één in de EFL Trophy) werd hij dat seizoen vicetopschutter van zijn club, enkel Jack Marriott scoorde meer. Ook in het seizoen 2016/17 was hij aanvankelijk een vaste waarde in het team, tot een beenblessure hem in het tweede deel van het seizoen van het veld hield. Luton Town slaagde er dat seizoen in om zich te plaatsen voor de promotie-playoffs, maar moest daarin het onderspit delven tegen Blackpool FC.

### Barnsley FC
In juni 2017 versierde McGeehan een driejarig contract bij tweedeklasser Barnsley FC. Op 12 september 2017 kon McGeehan na maandenlang blessureleed zijn officiële debuut in het eerste elftal van Barnsley maken: in de League Cup-wedstrijd tegen Derby County (3-2-winst) liet trainer Paul Heckingbottom hem in de 88e minuut invallen voor Brad Potts. Elf dagen later mocht hij ook zijn debuut in de Championship vieren: in de 2-1-nederlaag tegen Wolverhampton Wanderers viel hij in de 82e minuut in. Tussen 30 september en 31 oktober 2017 stond hij vijf keer op rij in de basis, daarna volgde in het kalenderjaar 2017 nog maar één basisplaats (op 21 november 2017 in de 0-1-nederlaag tegen Cardiff City.
In januari 2018 stalde Barnsley hem voor de rest van het seizoen bij derdeklasser Scunthorpe United, in de hoop hem meer speelminuten te doen vergaren. McGeehan speelde er dertien wedstrijden in de reguliere competitie, al mocht hij wel slechts drie keer starten van trainer Graham Alexander en diens opvolger Nick Daws. Scunthorpe United eindigde dat seizoen League One en plaatste zich zo voor de promotie-playoffs. In de heenwedstrijd tegen Rotherham United toonde McGeehan zich belangrijk door in de 88e minuut de 2-2 te scoren, al leverde het uiteindelijk niets op gezien de 2-0-nederlaag in de terugwedstrijd.
In de zomer van 2018 keerde McGeehan terug naar Barnsley, dat tijdens zijn uitleenbeurt aan Scunthorpe United naar de League One was gedegradeerd. Aanvankelijk moest hij het er stellen met invalbeurten in de competitie. Na zijn basisplaats in de EFL Trophy-wedstrijd tegen Oldham Athletic (1-2-winst) op 4 september 2018 kreeg hij vier dagen later een eerste basisplaats van trainer Daniel Stendel in de Championship. Na de 3-2-competitiezege tegen Luton Town op 13 oktober 2018, waarin hij de 2-0-scoorde, ontbrak hij nog nauwelijks in de basis. McGeehan speelde dat seizoen uiteindelijk 44 officiële wedstrijden in alle competities, waarin hij zes keer scoorde. Barnsley eindigde dat seizoen tweede, waardoor de club na een jaar afwezigheid meteen terugkeerde naar de Championship.

### KV Oostende
In augustus 2020 ondertekende McGeehan een contract voor drie seizoenen bij de Belgische eersteklasser KV Oostende, waar CEO hem nog kende van toen hij nog bij Barnsley werkte. Eerder die maand had KV Oostende ook al Toby Sibbick weggeplukt bij de Engelse tweedeklasser.

## Interlandcarrière
McGeehan maakte op 23 maart 2023 zijn interlanddebuut voor Noord-Ierland: in de EK-kwalificatiewedstrijd tegen San Marino (0-2-winst) liet bondscoach Michael O'Neill hem in de 67e minuut invallen.
| Interlands van Cameron McGeehan | Interlands van Cameron McGeehan | Interlands van Cameron McGeehan | Interlands van Cameron McGeehan | Interlands van Cameron McGeehan | Interlands van Cameron McGeehan | Interlands van Cameron McGeehan |
| No.                             | Datum                           | Wedstrijd                       | Uitslag                         | Soort Wedstrijd                 | Doelpunten                      |                                 |
| Als speler bij KV Oostende      | Als speler bij KV Oostende      | Als speler bij KV Oostende      | Als speler bij KV Oostende      | Als speler bij KV Oostende      | Als speler bij KV Oostende      | Als speler bij KV Oostende      |
| ------------------------------- | ------------------------------- | ------------------------------- | ------------------------------- | ------------------------------- | ------------------------------- | ------------------------------- |
| 1.                              | 23 maart 2023                   | San Marino – Noord-Ierland      | 0 – 2                           | Kwalificatie EK 2024            | -                               |                                 |
| Totaal                          | Totaal                          | Totaal                          | Totaal                          | Totaal                          | -                               |                                 |

Bijgewerkt tot 28 maart 2023

## Trivia
- McGeehan is, en dat is tamelijk uitzonderlijk voor een topsporter, veganist.[14]